# 2001年昆仑山口西地震
2001年昆仑山口西地震，又称2001年昆仑山地震、2001年可可西里地震，是一场2001年11月14日17时26分10秒发生于中华人民共和国新疆维吾尔自治区、青海省和西藏自治区交界的昆仑山口西的地震。其地震规模为Ms 8.2级、Mw 7.6－7.9级，震源深度约10千米，最大烈度为9度（IX）。本次地震亦是中华人民共和国自1950年阿萨姆－西藏地震发生后50多年以来，规模最大的地震。沒有人員傷亡報告，可能是由於人口密度極低且缺乏高層建築。 這次地震與陸地上有記錄以來最長的地表破裂(surface rupture)有關，約~450 km。

## 发生背景
此次地震发生在地震监测能力较低的地区，震前没有发现突出的前兆异常，而震后亦没有关于研究这次地震前兆异常的后续研究结果。本次地震震中及附近地区历史上均无6级以上地震记载，一百年来形成一个明显的地震空区，空区呈北西方向的椭圆形分布，长轴为600千米、短轴为200千米，北西西东昆仑断裂带通过空区中央。这种沿断裂带由大尺度、长时间、由较大地震所围的空区称为背景空区，该空区类似于1950年阿萨姆－西藏地震前的空区。实际上，地震发生前，青海省地震局曾提供过一个背景空区，范围大约自东经88度至96度，北纬34度至38度。该局还指出，1997年2月，空区内部秀沟发生的5.4级地震可能预示着该空区趋于成熟，是大震前的一种信号震。
有研究指，1996年底至2001年9月，青海地区震群事件异常突出，其震群活动年频度高出1980年以来的历史水平。该阶段共发生震群事件30起，参数计算其中19起为前兆震群。这些前兆震群主要分布在本次地震震中相邻的柴达木盆地和东昆仑断裂附近，可能是本次地震孕育演化过程中多点应力积累和释放的前兆反应。
除此之外，虽然本次地震规模大，影响范围较广，但震前地下流体未出现明显的中短期趋势性异常，出现的观测点也较少。青海省观测点多集中于东部，只有格尔木台离本次地震震中较近。由于站点分布不均，为从群体水点的变化特征中提取地震异常带来了困难。根据以往积累的经验，震中距越近的观测点，异常出现的时间越早。但从格尔木台的水氡整体变化情况来看，并未出现明显的短期或短临异常。虽然在2001年11月4日，氡值出现了突升，尤其是12日至13日氡值由低值32.3 Bq/L上升到34.6 Bq/L，随即本次地震发生。但这一变化过程，与该台正常情况下的变化相比，幅度不大，很难判定为是地震异常。可以说，本次地震具有其特殊的异常特征。

## 发生机制

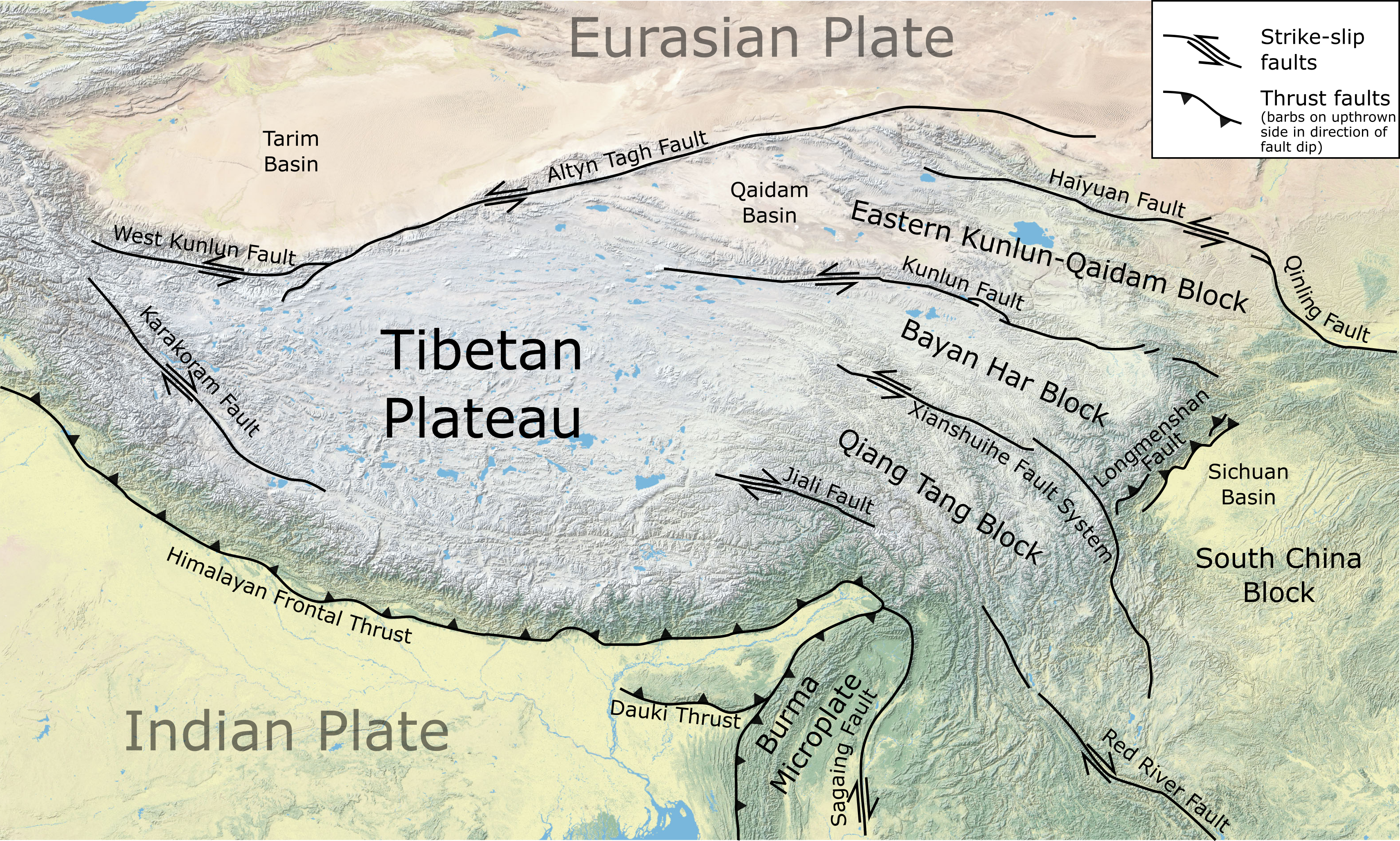
青藏高原周圍主要斷層帶顯示崑崙斷裂的位置。

2001年昆仑山口西地震破裂主要由北西西向左旋走滑主地震破裂，北东东向张扭性分支地震破裂，地震鼓包，张扭性裂陷规律性组合而成。在青藏公路西侧，河流高河漫滩、河床、山麓斜坡上的小型冲沟被地震断裂左旋错动2.6至4.8米，人工水坝被断层左旋错动3.2米。在青藏公路东侧，光缆和铁路施工便道被地震断裂左旋错动3.5米，河流阶地和河漫滩各左旋错动4.3米和3米。地震破裂的空间产状，破坏方式，工程危害与地表地质状况，岩土结构组成，工程设施力学性质存在密切关系。

## 参数测定
本次昆仑山口西地震发生在人烟稀少的青海、新疆和西藏交界地带的青藏高原腹地无人区，该地区基本上无历史地震资料记载。由于自然条件限制，相对于中国大陆其它地区而言，在上述三省交界地区的地震台站相当稀疏，距离主震震中最近的台站是青海省的花土沟地震台和格尔木地震台，它们距主震震中分别约为100千米和392千米。地震发生以后，中国地震局分析预报中心采用前者计算公式，利用中国国家数字地震台网25个台站的资料，在20分钟内快速测定了震源参数，计算得到的面波震级是Ms 8.1级。在此之后，中国地震局地球物理研究所利用国家数字地震台网62个台站的震相数据进行了地震定位，并利用其中48个台站（包括上述25个速报及23个一般台站）的资料，也采用前者公式计算，得出该地震的面波震级为Ms 8.2级。美国国家地震信息中心利用全球地震台网491个台站的震相到时进行了地震定位，并利用其中的108个台站的资料用莫斯科－布拉格公式计算了面波震级，得出Ms 8.0级。
关于震级，不同机构或单位都给出了不同的看法。美国地质勘探局测得Mw 7.9级，哈佛大学测得Mw 7.8级，东京大学地震研究所测得Mw 7.7级，中国地震局地球物理研究所测得Mw 7.6级，中国地震局分析预报中心测得Mw 7.5级。而许力生和陈运泰这两位学者的观点与中国地震局地球物理研究所相同，本次地震的矩震级为7.6级。测定结果一致表明，总体上这次地震的矩震级Mw比面波震级Ms小，是一次面波震级Ms未饱和的地震。

## 震害影响
新疆维吾尔自治区、西藏自治区、青海省、四川省和甘肃省部分地区有震感。多次余震，致使青海主要震区部分房屋倒塌，青藏公路（即国道109线）多处断裂，昆仑山出现一条大裂缝带，当时正在施工中的青藏铁路格拉段受到破坏。位于青藏铁路昆仑山隧道建设者驻地的房屋都基本震塌，大多施工单位房屋出现裂缝，有此驻地的房屋和围墙倒塌，设备被砸。但所幸地震发生时，大部分施工人员都在野外作业，青藏铁路万名建设者无人伤亡。出于安全考虑，青藏铁路建设总指挥部决定暂时停止隧道施工和高空作业。地震发生当日下午，西藏电信公司发布公告，称“兰－西－拉”光缆发生两处中断，分别位于青海省的“刚察－海北州”段和“纳赤台－五道梁”段。其中“刚察－海北州”段已于当晚20时13分修复。经过青海省电信部门的全力抢修，中断30余小时后，“纳赤台－五道梁”断裂处终于完成修复工作。由于断裂处在常年冻土区，给抢修工作带来很大困难。

## 后续
本次地震在震中附近地表形成了大规模的地震破裂带。破裂带位于昆仑山南麓，西端终止于布喀达坂峰以西，东端点距青藏公路以东70公里。根据2004年中、法联合地震科考队的调查，这条地震破裂带总长度约为450公里。从队专家认为，这次地震所造成的地质景观为世界所罕见。遗址除具有重要的科研价值外，还具有极高的观赏价值，开发前景广阔。这也是迄今为止中国唯一、世界罕见且保存最完整、最壮观、最新的地震遗址，是人类宝贵的自然遗产。为保护和开发本次地震遗迹，格尔木市地震局于2004年出台了“昆仑山口西8.1级地震遗迹保护和开发“规划，计划在格尔木市修建一座专业地震博物馆。项目计划在一年半时间内完成，总投资约440万元。2004年10月，“昆仑山口西8.1级地震纪念碑”建成，高3.9米，宽4.4米，重48.5吨，由一块天然花岗岩加工而成，外形像一座小山，矗立在公路旁，碑文上介绍了此次地震和各国科学家对地震遗迹进行的历次科考的情况。
由于昆仑山区气候环境恶劣，在2010年9月中国地震局地质研究所和新疆地震局共同组成的一支30人科考队进行科考任务时，因运送给养车辆出现故障，有3名队员出现高原反应，3日晚间被困于新疆南部海拔4829米的昆仑山区。其中1名随行记者出现昏迷和口吐白沫症状，病情十分严重，另2名队员的高原反应也呈加重趋势。接到报告后，新疆维吾尔自治区党委、政府、新疆军区于9月5日上午紧急出动救援直升机执行救援任务。